# Pörzbergtunnel
Der Pörzbergtunnel ist ein einröhriger Straßentunnel der Bundesstraße 90 im Landkreis Saalfeld-Rudolstadt. Er dient als Ortsumfahrung des Rudolstädter Ortsteils Schaala, dessen enge Ortsdurchfahrt nur jeweils einen Richtungsverkehr mit Ampelbetrieb zulässt.
In den Jahren nach der deutschen Wiedervereinigung hat der Verkehr erheblich zugenommen, so dass Schaala mit ständigem Schwerlastverkehr zu kämpfen hatte. Die enge Tallage des Schaalbaches war mit ausschlaggebend für die Entscheidung zur Verkehrsführung unter Tage. Nicht zuletzt setzte sich eine eigens gegründete Bürgerinitiative ab 1999 für eine Tunnellösung ein. Der offizielle Baubeginn startete mit dem Vortrieb am 16. Juli 2007.
Am 21. Dezember 2010 wurde er nach über einjähriger Verzögerung im Rahmen einer Feier für den Verkehr freigegeben.
Mit 1145 Metern Länge ist er der längste Landesstraßentunnel im Freistaat Thüringen. Der Pörzberg überdeckt ihn mit maximal 85 Metern. Eine in Deutschland erstmals eingesetzte automatische One Seven Druckluftschaum-Brandbekämpfungsanlage wurde installiert, so dass auch Gefahrguttransporter diesen Tunnel passieren dürfen. Außerdem gehören zur technischen Ausstattung eine elektronische Verkehrsleitanlage, eine moderne Entlüftung und der Tunnelfunk. Drei Rettungsstollen im Abstand von rund 300 Metern ergänzen die Sicherheitsstandards. Während der Bauphase wurden 130.000 Tonnen Gestein herausgebrochen und 100 Tonnen Sprengstoff durch eine österreichische Tunnelbaufirma verbraucht.